# Emma Ozores
Emma Luisa Ozores Ruiz (Madrid, 2 de marzo de 1961)  es una actriz española perteneciente a una importante familia de cómicos, actores y músicos.

## Biografía
Es hija del conocido actor cómico Antonio Ozores (1928-2010) y de la actriz Elisa Montés (1934-2024).
Por parte de padre es bisnieta del director musical de zarzuelas Antonio Puchol Ávila (fallecido en 1929) y de la actriz Claudia Butier (fallecida en 1953); nieta de los actores Mariano Ozores Francés (1890-1976) y Luisa Puchol (1894-1965); sobrina del actor José Luis Ozores (1923-1968) y del director y guionista Mariano Ozores (1926), y prima de la actriz Adriana Ozores (1959, hija de José Luis).
Por parte de madre es tataranieta del compositor Manuel Penella Raga (1847-1909), bisnieta del compositor Manuel Penella Moreno (1880-1939), sobrina-nieta de la tiple cómica Teresita Silva (1911-1960), nieta de Magdalena Penella Silva (fallecida en 1974 y casada con el político de derechas Ramón Ruiz Alonso, 1903-1978) y sobrina de las también actrices Emma Penella (1931-2007) y Terele Pávez (1939-2017). A su vez, también es sobrina política del productor de cine Emiliano Piedra (1931-1991), casado con su tía Emma Penella.

## Ámbito artístico
Ya desde pequeña quería ser actriz a pesar de considerarse a sí misma una persona tímida. Polifacética, a lo largo de su carrera ha hecho revistas, musicales, teatro clásico, series de televisión y películas, aunque se decanta por personajes cómicos.
Entre sus últimos trabajos figura la obra de teatro El último que apague la luz (2007), dirigida por su padre y la obra de teatro Desnudos en Central Park con Manuel Galiana.
En 2009 y tras 15 años, Emma vuelve a interpretar a Sandra en  La última guardia, un telefilme basado en la serie Farmacia de guardia emitido por Antena 3.
En 2017, participa como concursante en la quinta edición del reality show Gran Hermano VIP de la cadena Telecinco, y tras ser salvada por la audiencia en varias nominaciones llega a la semifinal del programa y se proclama como la 5.ª finalista del concurso. Ese mismo año se le otorga el premio Sancho Panza de la Asociación del Humorismo Español.
Desde 2016 interpreta a Carol de manera episódica en Centro médico la docuserie diaria de TVE.

## Ámbito profesional

### Películas
| Año  | Título                                     | Personaje       | Director                      |
| ---- | ------------------------------------------ | --------------- | ----------------------------- |
| 1979 | Los energéticos                            | Chica           | Mariano Ozores                |
| 1980 | El erótico enmascarado                     | Jugadora        | Mariano Ozores                |
| 1981 | El soplagaitas                             | Empleada        | Mariano Ozores                |
| 1981 | ¡Qué gozada de divorcio!                   | Angelines       | Mariano Ozores                |
| 1982 | La vendedora de ropa interior              | Enfermera       | Germán Lorente                |
| 1982 | Las chicas del bingo                       | Chica           | Julián Esteban                |
| 1982 | El primer divorcio                         | Monja           | Mariano Ozores                |
| 1983 | La loca historia de los tres mosqueteros   | Robustiana      | Mariano Ozores                |
| 1983 | El currante                                | Flora           | Mariano Ozores                |
| 1983 | Los caraduros                              | Fermina         | Antonio Ozores                |
| 1983 | Agítese antes de usarla                    | Enfermera       | Mariano Ozores                |
| 1984 | La Lola nos lleva al huerto                | Monja           | Mariano Ozores                |
| 1985 | El donante                                 | Finada Virgen   | Tito Fernández                |
| 1987 | ¡No hija, no!                              | Ladrona         | Mariano Ozores                |
| 1987 | El embarazado                              | Basilisa "Lisa" | Juan Ignacio Galván           |
| 1989 | Canción triste de...                       | Hija mayor      | José Truchado, Antonio Ozores |
| 1990 | La chica de Haití                          | Sargento        | Mariano Ozores                |
| 1990 | Pareja enloquecida busca madre de alquiler | Loreto          | Mariano Ozores                |
| 1991 | Mala yerba                                 | Begoña          | José Luis Pérez Tristán       |
| 2003 | Se vende (Cortometraje)                    | Emma            |                               |
| 2010 | Armando o la buena vecindad                | Marta           | Luis Serrano                  |
| 2010 | La última guardia                          | Sandra          | Manuel Estudillo              |
| 2011 | Torrente 4: Lethal Crisis                  | Elsa            | Santiago Segura               |

### Series de televisión
| Año       | Título                 | Personaje      | Notas |
| --------- | ---------------------- | -------------- | ----- |
| 1983      | Anillos de oro         | Amiga          |       |
| 1989-1990 | Brigada Central        | Rosi           |       |
| 1991      | Taller mecánico        | Clienta        |       |
| 1991-1995 | Farmacia de guardia    | Sandra         |       |
| 1993      | Una gloria nacional    | Emma           |       |
| 1994-1996 | El sexólogo            | Beatriz Acosta |       |
| 1996      | Colegio Mayor          | Ana            |       |
| 1996-2000 | La casa de los líos    | Elvira         |       |
| 2004      | Diez en Ibiza          | Begoña         |       |
| 2006      | Aquí no hay quien viva | Mamen García   |       |
| 2016      | Centro médico          | Carol          |       |

### Programas de televisión
| Año        | Título                             | Función            | Notas         |
| ---------- | ---------------------------------- | ------------------ | ------------- |
| 1982       | Por arte de magia                  | Cómica             |               |
| 1991-1993  | Un, dos, tres... responda otra vez | Cómica y guionista |               |
| 1995       | Un lio fuera de serie              | Sandra             |               |
| 1996       | Una primavera fuera de serie       | Sandra             |               |
| 2005       | Mira quien baila: Sobre hielo      | Concursante        | Ganadora      |
| 2006       | Mira quién baila                   | Concursante        | 2.ª eliminada |
| 2010       | Al ataque chow                     | Cómica             |               |
| 2017; 2020 | Sálvame                            | Invitada           |               |
| 2017       | Gran Hermano VIP 5                 | Concursante        | 5.ª finalista |
| 2018       | Viva la Vida                       | Invitada           |               |
| 2019       | Gente maravillosa                  | Invitada           |               |
| 2019       | El concurso del año                | Invitada           |               |

### Teatro
- 1985 Doña Mariquita ón
- 1990 El señor de las patrañas
- 1991 ¡Sublime decisión!
- 1994 Usted puede ser un asesino
- 2007 El último que apague la luz
- 2009 Desnudos en Central Park
- 2010 Mírate en el espejo
- 2011 La asamblea de las mujeres
- 2011-2012, Cambalache

## Ancestros
|  |                             |  |  |  |  |  |  |  |  |  |  |  |  |  |  |  |
|  | 8. Aurelio Ozores Ugalde    |  |  |  |  |  |  |  |  |  |  |  |  |  |  |  |
|  |                             |  |  |  |  |  |  |  |  |  |  |  |  |  |  |  |
|  |                             |  |  |  |  |  |  |  |  |  |  |  |  |  |  |  |
|  | 4. Mariano Ozores Francés   |  |  |  |  |  |  |  |  |  |  |  |  |  |  |  |
|  |                             |  |  |  |  |  |  |  |  |  |  |  |  |  |  |  |
|  |                             |  |  |  |  |  |  |  |  |  |  |  |  |  |  |  |
|  | 9. Emilia Francés Rodríguez |  |  |  |  |  |  |  |  |  |  |  |  |  |  |  |
|  |                             |  |  |  |  |  |  |  |  |  |  |  |  |  |  |  |
|  |                             |  |  |  |  |  |  |  |  |  |  |  |  |  |  |  |
|  | 2. Antonio Ozores Puchol    |  |  |  |  |  |  |  |  |  |  |  |  |  |  |  |
|  |                             |  |  |  |  |  |  |  |  |  |  |  |  |  |  |  |
|  |                             |  |  |  |  |  |  |  |  |  |  |  |  |  |  |  |
|  | 10. Antonio Puchol Ávila    |  |  |  |  |  |  |  |  |  |  |  |  |  |  |  |
|  |                             |  |  |  |  |  |  |  |  |  |  |  |  |  |  |  |
|  |                             |  |  |  |  |  |  |  |  |  |  |  |  |  |  |  |
|  | 5. Luisa Puchol Butier      |  |  |  |  |  |  |  |  |  |  |  |  |  |  |  |
|  |                             |  |  |  |  |  |  |  |  |  |  |  |  |  |  |  |
|  |                             |  |  |  |  |  |  |  |  |  |  |  |  |  |  |  |
|  | 11. Claudia Butier Morales  |  |  |  |  |  |  |  |  |  |  |  |  |  |  |  |
|  |                             |  |  |  |  |  |  |  |  |  |  |  |  |  |  |  |
|  |                             |  |  |  |  |  |  |  |  |  |  |  |  |  |  |  |
|  | 23. Gregoria Morales Pérez  |  |  |  |  |  |  |  |  |  |  |  |  |  |  |  |
|  |                             |  |  |  |  |  |  |  |  |  |  |  |  |  |  |  |
|  |                             |  |  |  |  |  |  |  |  |  |  |  |  |  |  |  |
|  | 1. Emma Ozores Ruiz         |  |  |  |  |  |  |  |  |  |  |  |  |  |  |  |
|  |                             |  |  |  |  |  |  |  |  |  |  |  |  |  |  |  |
|  |                             |  |  |  |  |  |  |  |  |  |  |  |  |  |  |  |
|  | 12. Ricardo Ruiz Hernández  |  |  |  |  |  |  |  |  |  |  |  |  |  |  |  |
|  |                             |  |  |  |  |  |  |  |  |  |  |  |  |  |  |  |
|  |                             |  |  |  |  |  |  |  |  |  |  |  |  |  |  |  |
|  | 6. Ramón Ruiz Alonso        |  |  |  |  |  |  |  |  |  |  |  |  |  |  |  |
|  |                             |  |  |  |  |  |  |  |  |  |  |  |  |  |  |  |
|  |                             |  |  |  |  |  |  |  |  |  |  |  |  |  |  |  |
|  | 13. Francisca Alonso Fraile |  |  |  |  |  |  |  |  |  |  |  |  |  |  |  |
|  |                             |  |  |  |  |  |  |  |  |  |  |  |  |  |  |  |
|  |                             |  |  |  |  |  |  |  |  |  |  |  |  |  |  |  |
|  | 3. Elisa Ruiz Penella       |  |  |  |  |  |  |  |  |  |  |  |  |  |  |  |
|  |                             |  |  |  |  |  |  |  |  |  |  |  |  |  |  |  |
|  |                             |  |  |  |  |  |  |  |  |  |  |  |  |  |  |  |
|  | 28. Manuel Penella Raga     |  |  |  |  |  |  |  |  |  |  |  |  |  |  |  |
|  |                             |  |  |  |  |  |  |  |  |  |  |  |  |  |  |  |
|  |                             |  |  |  |  |  |  |  |  |  |  |  |  |  |  |  |
|  | 14. Manuel Penella Moreno   |  |  |  |  |  |  |  |  |  |  |  |  |  |  |  |
|  |                             |  |  |  |  |  |  |  |  |  |  |  |  |  |  |  |
|  |                             |  |  |  |  |  |  |  |  |  |  |  |  |  |  |  |
|  | 7. Magdalena Penella Silva  |  |  |  |  |  |  |  |  |  |  |  |  |  |  |  |
|  |                             |  |  |  |  |  |  |  |  |  |  |  |  |  |  |  |
|  |                             |  |  |  |  |  |  |  |  |  |  |  |  |  |  |  |
|  | 15. Emma Silva Pávez        |  |  |  |  |  |  |  |  |  |  |  |  |  |  |  |
|  |                             |  |  |  |  |  |  |  |  |  |  |  |  |  |  |  |
|  |                             |  |  |  |  |  |  |  |  |  |  |  |  |  |  |  |